# Go A
Go_A (ukrainisch Ґоу_Ей) ist eine ukrainische Folktronica-Band. Sie hätte die Ukraine beim Eurovision Song Contest 2020 in Rotterdam (Niederlande) mit dem Lied Solovey vertreten. Der Wettbewerb wurde jedoch wegen der COVID-19-Pandemie abgesagt. Die Band vertrat die Ukraine stattdessen beim Eurovision Song Contest 2021 mit dem Lied Shum und belegte den 5. Platz.

## Geschichte
Die Gruppe wurde im Jahre 2012 von Taras Schewtschenko gegründet. Die Mitglieder stammen dabei aus unterschiedlichen Regionen der Ukraine. Die Sängerin Kateryna Pawlenko stammt aus Nischyn, Ihor Didentschuk stammt aus Luzk, Iwan Hryhoryak aus dem Oblast Tscherniwzi und Schewtschenko selber kommt aus Kiew. Alle waren zuvor in der Hardrock-Szene aktiv, Kateryna Pawlenko war zuvor auch als Chorleiterin aktiv. Ihor Didentschuk hingegen spielt über 30 Instrumente, während Taras Schewtschenko auch in der Rap-Szene aktiv war.
Das erste Lied der Gruppe Kolyada wurde im Dezember 2012 veröffentlicht. In sozialen Netzwerken verbreitete sich dieses Lied schnell und erhielt viel positive Rückmeldung. Schließlich war die Kombination von Folklore mit elektronischer Musik eher ungewöhnlich. Hinzu kam, dass die Sängerin Kateryna Pawlenko Weißen Gesang nutzt.
Im November 2016 erschien das Debütalbum der Band Go to the Sound über das Label „Moon Records“. Im selben Jahr gewann die Band den Wettbewerb „The Best Track in Ukraine“ und wurde für den Titel Kiss FM Opening of the Year nominiert.
Anfang 2017 nahm Go_A in Zusammenarbeit mit Katya Chilly die Weihnachtssingle Generous Evening auf. Im selben Jahr nahm die Band an einem Fernsehkonzert Folk-Music teil.
Im Januar 2020 wurde dann bekannt, dass die Gruppe an der ukrainischen Vorentscheidung zum Eurovision Song Contest 2020 Widbir 2020 teilnehmen wird. Nachdem sich die Gruppe am 8. Februar 2020 erfolgreich für das Finale qualifizieren konnte, gewann Go_A am 22. Februar 2020 das Finale des Widbir 2020. Sie waren dabei die ersten Sieger des Widbir, welche die Höchstpunktzahl von Jury und Televoting erhielt. Demnach hätte die Band die Ukraine 2020 beim Eurovision Song Contest in Rotterdam (Niederlande) repräsentieren sollen. Nachdem der Wettbewerb wegen der COVID-19-Pandemie abgesagt wurde, vertrat die Gruppe die Ukraine beim kommenden Wettbewerb 2021 und belegte den fünften Platz.
Der Name Go_A bedeutet so viel wie "Rückkehr zu den Wurzeln". Er setzt sich zusammen aus dem englischen Wort go und dem griechischen Buchstaben Alpha.

## Diskografie

### Alben
- 2016: #Ідиназвук

### Singles (Auswahl)
- 2012: Коляда їде (Koljada)
- 2015: Веснянка (Vesnjanka, dt. Frühlingslied)
- 2016: Жальменіна
- 2016: Кольоровими Фарбами
- 2016: Сонце (Sontse, dt. Sonne)
- 2017: Щедрий вечір (Schtschedryj wechir, en. Generous Evening)
- 2019: Рано-раненько (Rano-Ranenko, dt. Morgen, früher Morgen)
- 2020: Соловей (Solovey, dt. Nachtigall)
- 2021: Шум (Shum, dt. Lärm)
- 2022: Kalyna
- 2023: Rusalochki
- 2023: Vorozhyla
- 2023: Dumala
- 2024: Krip

## Auszeichnungen für Musikverkäufe
| Goldene Schallplatte - Polen - 2024: für die Single Shum |

| Land/RegionAuszeichnungen für Musikverkäufe (Land/Region, Auszeichnungen, Verkäufe, Quellen) | Gold  | Platin | Verkäufe | Quellen |
| -------------------------------------------------------------------------------------------- | ----- | ------ | -------- | ------- |
| Polen (ZPAV)                                                                                 | Gold1 | —      | 25.000   | olis.pl |
| Insgesamt                                                                                    | Gold1 | —      |          |         |